# Lagarosiphon madagascariensis
Lagarosiphon madagascariensis är en dybladsväxtart som beskrevs av Johann Xaver Robert Caspary. Lagarosiphon madagascariensis ingår i släktet Lagarosiphon och familjen dybladsväxter.
Artens utbredningsområde är Madagaskar. Inga underarter finns listade.